# Ocean Cruising Club
Der Ocean Cruising Club (OCC), offiziell: Ocean Cruising Club Limited, a company limited by guarantee, ist ein international ausgerichteter Segelverein für Hochseesegler nach britischem Recht, der sich auf die Betreuung von Mitgliedern im weltweiten Fahrtensegeln spezialisiert hat. Dafür unterhält er ein weltweites Netzwerk von 200 Stützpunkten mit Vertrauenspersonen in den Häfen.

## Geschichte
Der Verein wurde 1954 nach englischem Recht von Humphrey Barton gegründet, nachdem er als Hochseesegler in seiner 25 Fuß großen Segelyacht den Atlantik von Ost nach West überquert hatte. Humphrey Barton war auch von 1954 bis 1960 erster Vorsitzender des Vereins, in britischen Segelclubs traditionell Commodore genannt. Die anderen Vorstandsmitglieder mit den verschiedenen Aufgaben sind angelehnt an die Dienstgrade der Royal Navy als Vice-Commodore oder Rear-Commodore bezeichnet. Seit der Gründung waren folgende Personen Commodore:
- 1954–1960 Humphrey Barton
- 1960–1968 Tim Heywood
- 1968–1975 Brian Stewart
- 1975–1982 Peter Carter-Ruck
- 1982–1988 John Foot
- 1988–1994 Mary Barton
- 1994–1998 Tony Vasey
- 1998–2002 Mike Pocock
- 2002–2006 Alan Taylor
- 2006–2009 Martin Thomas
- 2009–2012 Bill McLaren
- 2012–2016 John Franklin
- 2016–2019 Anne Hammick

Vergleichbare Vereine sind die Bluewater Cruising Association aus Kanada, der US-amerikanische Cruising Club of America oder der deutsche „Trans-Ocean“ Verein zur Förderung des Hochseesegelns e. V. in Cuxhaven.

## Mitgliedschaft und Organisation
Um stimmberechtigtes Mitglied (englisch Full Member) im Club zu werden, braucht es, neben der Befürwortung durch ein anderes stimmberechtigtes Mitglied, den Nachweis einer 1.000 Seemeilen langen Fahrt auf einem Segelboot. Die Strecke ist ohne Zwischenaufenthalt zurückzulegen und das Boot muss kleiner als 70 Fuß = 21,34 m sein. Segler ohne diese Leistung können außerordentliches Mitglied (englisch Associate Member) ohne Stimmrecht im OCC werden, wenn sie beabsichtigen, diese Leistung abzulegen. Die Dauer bis zur Erfüllung der Aufnahmekriterien wird durch den Vorstand festgelegt und beträgt im Regelfall nicht länger als drei Jahre.
Der Verein hat kein Vereinsheim oder Vereinshafen, sondern veranstaltet weltweit Treffen auf verschiedenen Kontinenten, mit Schwerpunkten im Vereinigten Königreich, Europa, Australien und Nordamerika. Registersitz des Vereins unter der englischen Rechtsform Private company limited by guarantee ist England.

## Auszeichnungen
Der Verein vergibt eine Vielzahl von Preisen und Ehrungen für Verdienste und besondere Leistungen beim Hochseesegeln. Dabei gibt es Preise für Vereinsmitglieder und andere für alle Hochseesegler. Als wichtigster wird der OCC Barton Cup angesehen, benannt nach dem ersten Commodore, der an Vereinsmitglieder für die außergewöhnlichste Reise des Jahres gewährt wird. Der deutschen Blauwasserseglerin Susanne Huber-Curphey wurde der Preis 2017 für die einhändige west-ost Durchquerung der Nordwestpassage verliehen.

## Flying Fish Magazin
Neben einem vierteljährlichen Newsletter gibt der Verein zweimal im Jahr die Vereinszeitschrift Flying Fish heraus. Hier wird von den Mitgliedern über ihre Erfahrung im Hochseesegeln und auf Langfahrten berichtet. Zudem werden mögliche Reiseziele, Seegebiete und Häfen vorgestellt.